# Scott Joplin
Scott Joplin (pravděpodobně 24. listopadu 1867? – 1. dubna 1917 New York) byl americký černošský hudebník, pianista a skladatel, jeden z prvních představitelů ragtimu. Mezi jeho nejslavnější skladby patří Maple Leaf Rag a The Entertainer (známá z filmu Podraz), která se dokonce v roce 1974 dostala na třetí místo americké singlové hitparády.

## Život

### Mládí
Narodil se v texaském Lindenu, jako druhé ze šesti dětí. Po roce 1871 se Joplinova rodina přestěhovala do Texasu. Protože Scottova matka pracovala, měl Scott času na to, aby mohl doma nerušeně cvičit. Kolem roku 1882 mu matka vypůjčila klavír a protože už ve velmi brzkém věku Scott projevil svůj talent na hraní, dostal lekce hraní na klavír zdarma od německého učitele Julia Weisse, který mu dal dobrý základ klasické hudební formy. To mu velice pomohlo později a také ovlivnilo jeho tvorbu – vznikl takzvaný „klasický“ ragtime. Později také studoval Smithovu Univerzitu v Sedalii, kde studoval kompozici.
Na konci 80. let 19. století Scott opustil domov a začal si vydělávat sám. Také se stal členem mnoha kvartetů a jiných hudebních skupin a procestoval středozápad jako zpěvák. V roce 1895 Scott Joplin zpíval dvě písně v Syrakusách (stát New York) Please Say You Will a A Picture of Her Face, díky kterým se stával pomalu slavným. Přes všechny své cesty byl doma v Missouri, kam se přestěhoval v roce 1894 a kde pracoval jako klavírista ve společenských klubech.

### Úspěchy
Kolem roku 1898 Joplin prodal už šest klavírních skladeb. Pouze jedna z nich, „Original Rags“, je ragtimová hudba. Zbylých pět byly dvě písně, dva pochody a jeden valčík. V roce 1899 Scott Joplin prodal svoje nejznámější dílo, Maple Leaf Rag, vydavateli z Missouri. Za každou kopii vydělal pouze jeden cent, což mu za rok přineslo asi 360 dolarů. Tato skladba doslova vyhodila Joplina na horní příčky žebříčků a vytvořila z ragtimu hudební formu. Taky mu zajistila dostatečné příjmy a Joplin se mohl se svojí novou ženou konečně přestěhovat do St. Louis. Během života v tomto městě vytvořil mnohé z jeho nejznámějších skladeb, jako The Entertainer, Elite Syncopations, March Majestic a Ragtime Dance.
Joplin se několikrát oženil, jeho asi největší láska, Freddie Alexander, zemřela velmi brzy na následky nachlazení ve věku 20 let – pouze dva měsíce poté, co se za něj vdala. První píseň, kterou po její smrti složil, byla velice smutný valčík Bethena. Po měsících hledání začal Scott opět skládat a vydávat své písně. V těchto letech se stal nejprodávanějším skladatelem vůbec.

### Nemoci
Kolem roku 1916 se u něj projevily příznaky syfilis, později se léčil z demence, paranoie, ochrnutí a dalších nemocí. Přes všechny komplikace, které ho potkávaly, dále skládal – a bylo nahráno 6 klavírních skladeb (například Maple Leaf Rag, Something Doing, Magnetic Rag a další), které jsou jedinými skladbami, které po něm zůstaly nahrané. Nepravidelnosti v nahrávce The Maple Leaf Rag byly dlouho označovány jako vnější projevy jeho nemocí, dnes se spíše ale přikláníme k tomu, že byly způsobeny špatnou nahrávací technikou.
V lednu 1917 byl Scott Joplin hospitalizován v Newyorské státní nemocnici, kde také 1. dubna 1917 zemřel. Bylo mu asi 50 let (přesné datum jeho narození není totiž vůbec známé, uvádí se 24. 11. 1868). Jeho rukopisy získal Wilber Sweatman, který je štědře zapůjčoval komukoliv, kdo ho o to požádal. Bylo jich velice málo a dnes ani nevíme, kde se nacházejí, pokud vůbec ještě existují.

## Odkaz
Joplinova hudba zůstala mnoho let populární, dokonce se jeho skladba Entertainer umístila v roce 1974 na třetím místě v celosvětovém žebříčku – to vyneslo ragtimu velké uznání.
Mimo jiné také po sobě zanechal poznámku, že ragtime nemá být nikdy hrán rychle, oproti tendenci, která se v této době hodně ujala.
Scott Joplin má vyrytu svou hvězdu v Síni slávy v St. Louis.